# Bosea cypria
Bosea cypria — вид квіткових рослин родини Амарантових. Це сильно розгалужений, вічнозелений кущ, 1–2 м заввишки, прямовисний, напівпрямовисний або звисаючий на стінах, скелях або деревах, з незапушеними незграбними пагонами. Листки супротивні, прості, цілісно-+ еліптичні, 2–6 × (1–2–3) см, голі, черешкові, темно-зелені, іноді червоно-зелені. Квітки в розгалужених колосках, двостатеві чи одностатеві 5-членні, дуже дрібні, зелено-коричневі, квіткова симетрія актиноморфна. Плід — куляста червона ягода. Цвіте з квітня по липень.

## Середовище існування
Є ендеміком Кіпру. Росте на скелястих вапнякових берегах, скелях, старих стінах або балках від рівня моря до 600 м.

## Вирощування
В основному його висаджують у живоплотах.